# 원주 거돈사지 원공국사탑
원주 거돈사지 원공국사탑(原州 居頓寺址 圓空國師塔)은 고려시대 초기의 고승 원공국사의 사리를 봉안한 승탑이다. 1963년 1월 21일 대한민국의 보물 제190호로 지정되었다.

## 내력
이 부도탑의 건립연대는 원공국사탑비가 고려 현종 16년(1025년)에 건립되었던 것으로 볼 때 역시 그 무렵에 함께 세워진 것으로 추정된다.
본래 강원도 원주시 부론면 정산리 거돈사에 있었으나 일제강점기에 불법 반출되어 일본 사람의 집에 소장되어 있던 것을 1948년 경복궁으로 옮긴 것이다. 탑비(塔碑)와 이 부도탑의 지대석이 거돈사지의 원위치에 그대로 있다.

## 원공국사
원공국사(圓空國師)는 법명이 지종(智宗, 930∼1018)으로 경기도 양평 사나사(舍那寺)에 머물던 인도 승려 홍범(弘梵)에게서 득도하였고, 광종 10년(959) 중국 후주(後周)에 유학하여 공부하였다. 970년 귀국한 뒤 975년 중대사(重大師)와 삼중대사(三重大師)가 되었다. 그 뒤 대선사(大禪師)를 거쳐 왕사(王師)에까지 올랐다. 현종 9년(1018) 거돈사에 들어가 그 해에 입적하였다.

## 형태
이 부도는 고려 초기 팔각원당(八角圓堂) 형식의 대표적 양식을 취하고 있다. 신라 부도의 양식을 이어받아 모양이 단정하고 아담하며, 조형의 비례가 좋고 중후한 품격을 풍긴다. 게다가 전체적으로 조각이 장엄하여 한층 화려하게 보인다.
현재의 부도는 지대석(地臺石) 없이 바로 기단이 시작되고 있다. 기단은 하대석·중대석·상대석으로 이루어져 있으며 각 부분이 팔각이다. 하대석은 각 면마다 안상(眼象)을 새긴 후, 그 안에 화형(花形)을 새겨 장식하였다. 윗면에는 갑석(甲石)을 새기고, 16엽(葉)의 복판(複辦) 연꽃이 있으며, 3단으로 된 괴임석이 있어 중대석을 받치도록 되어 있다. 중대석은 상하에 테를 둘렸고, 각 면의 좌우에 1단의 굴곡을 둔 간략한 형태의 안상을 새겼으며 그 안에 팔부중상(八部衆像)을 배치하였다. 상대석에는 활짝 핀 연꽃잎을 2중으로 돌려 새겼으며, 윗면에는 호형(弧形)을 중심으로 하여 그 상하에 각형(角形)을 새긴 팔각형 괴임을 마련하여 탑신을 받치게 하였다.
탑신은 팔각형인데, 각 모서리마다 주위를 화형으로 장식한 기둥 모양을 조각하였다. 이것은 이 부도가 승려의 사리탑이면서도 불탑의 형식을 따르려했던 의도를 엿보게 한다. 각 면에는 앞뒤 양면에 문비(門扉)와 자물쇠 모양의 문약(門鑰)을, 좌우 양면에 창호(窓戶)를, 그리고 나머지 네 면에 사천왕상(四天王像)을 새겨 넣었다.
옥개석 역시 팔각으로 탑신석과 닿는 곳에 4단의 받침을 표현하고, 그 위에 서까래를 새겼다. 추녀는 얇고, 각 귀퉁이에는 치켜올림이 뚜렷하며, 낙수면에 새겨진 기와골 조각은 처마에 이르러 막새기와의 모양까지 표현해 놓아 일반적 팔각원당형 부도의 형식처럼 목조 건축의 지붕 모습을 충실히 본떴다. 꼭대기에는 팔각형의 보개(寶蓋)가 얹혀 있다.

## 사진

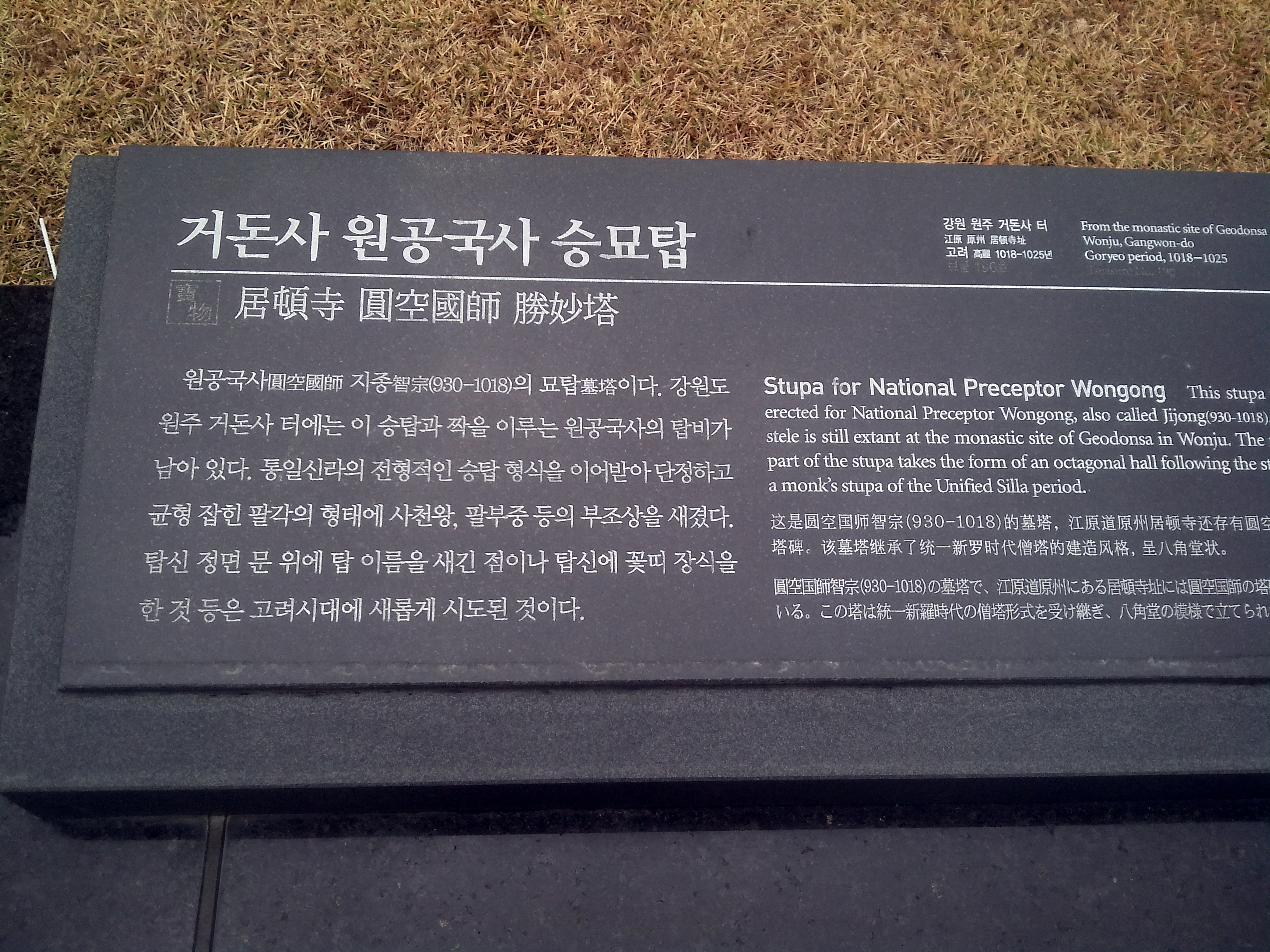
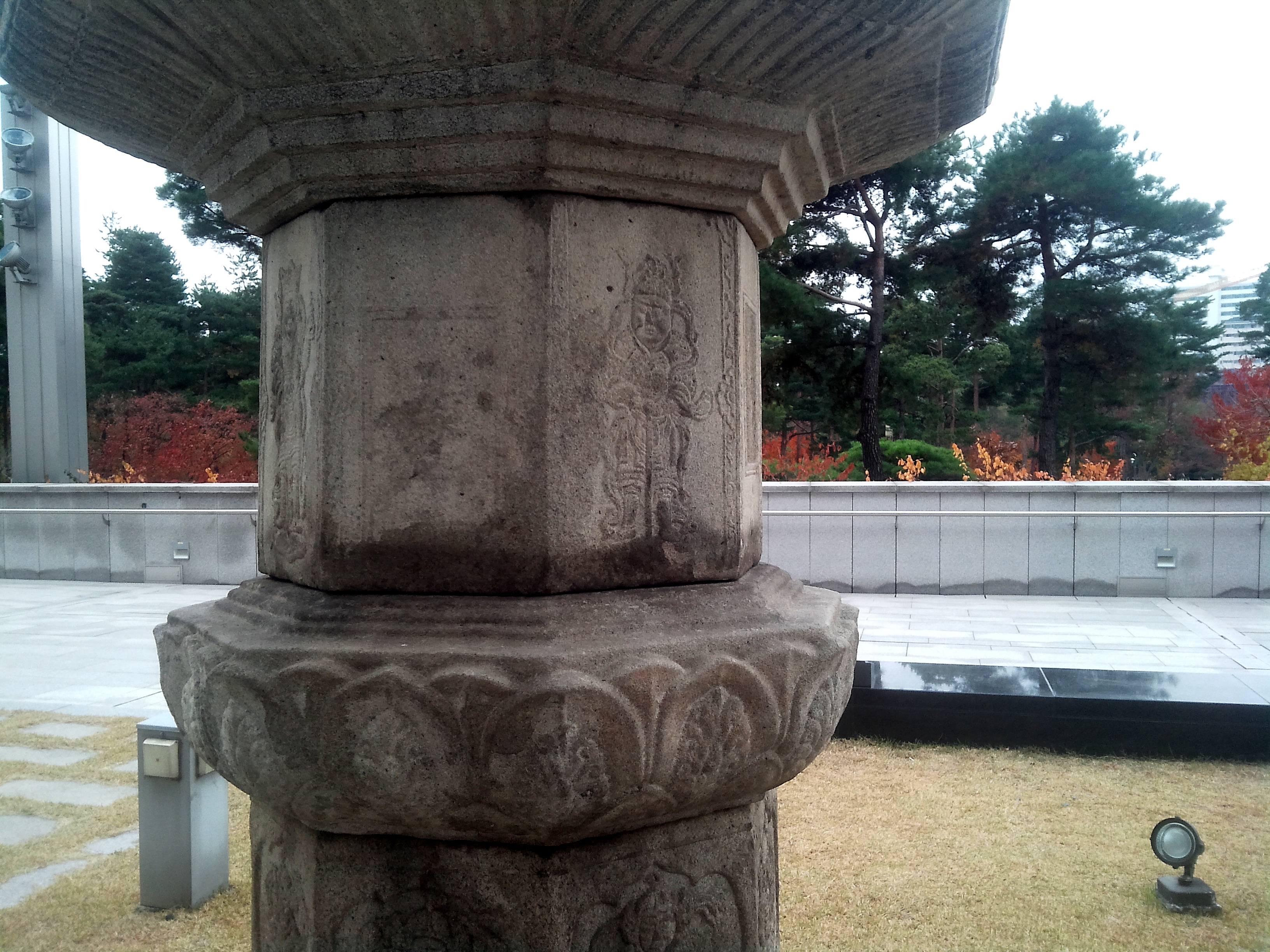

## 같이 보기
- 원주 거돈사지 원공국사탑비
- 원주 거돈사지 삼층석탑